# مرتضی فنونی‌زاده
مرتضی فنونی‌زاده (زاده ۲ بهمن ۱۳۳۹ در تهران) بازیکن سابق فوتبال اهل ایران است. وی سابقه بازی در تیم‌های راه‌آهن، سرباز، شاهین تهران، پرسپولیس تهران و پورا تهران را دارد.
وی سابقه ۱۷ بازی ملی نیز در کارنامه دارد.
او جزو ۱۴ نفری بود که در سال ۶۵ و هنگام بازی‌های آسیایی ۱۹۸۶ در اعتراض به کادر فنی تیم ملی، از این تیم استعفا داد. او در تیر ماه ۶۷ استعفای خود را پس گرفت.